# Nestinarstvo

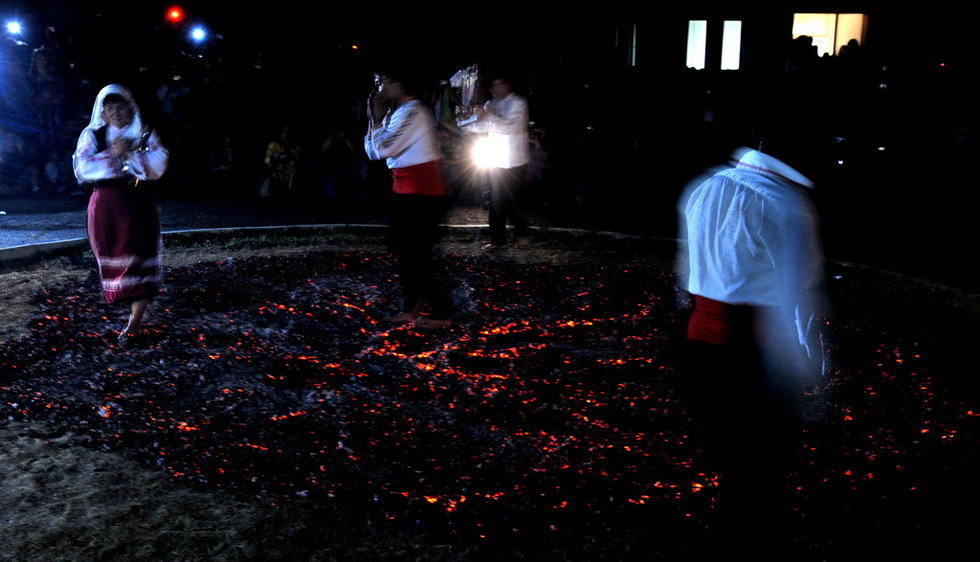
Tančící nestinari

Nestinarstvo (bulharsky нестинарство) je soubor zvyků a obřadů zahrnující především tanec po žhavých uhlících prováděný takzvanými nestinari v pohoří Strandža na jihovýchodě Bulharska. Zpravidla je prováděn 3. a 4. června, kdy je podle pravoslavného kalendáře slaven svátek svatého Konstantina a svaté Heleny. První zprávy o nestinarstvu pochází z roku 1866 od Petra Slavjekova a podrobnější zmínky až z konce 19. století.
V minulosti se nestinarsvo praktikovalo v několika vesnicích na území dnešního jihovýchodního Bulharska, a to jak ve vesnicích s bulharským, tak i řeckým či smíšeným obyvatelstvem. V důsledku balkánských válek na počátku 20. století však v roce 1914 vesnice Balgari zůstala jedinou, kde tento obyčej přežil.
Řekové znají velmi podobný rituál pod jménem anastenaria.